# Samuel Bellah
Samuel Bellah (Samuel Harrison „Sam“ Bellah; * 24. Juni 1887 in Metz, Kalifornien; † 9. Januar 1963 in Portland (Oregon)) war ein US-amerikanischer Leichtathlet, der zweimal an Olympischen Spielen teilnahm. 1908 in London und 1912 in Stockholm.

## Leben
Am 2. September 1919 heiratete er Livette Adalade Lathrop (* 25. Dezember 1888).
Samuel Bellah war Absolvent der Stanford University (Jahrgang 1911), von der er in seinem zweiten Studienjahr als erster Student der Universität zu den Olympischen Spielen entsendet wurde.

## Sportliche Karriere

### Amateur Athletic Union
Jeweils 1911 und 1915 wurde er im Stabhochsprung Meister der AAU.

### Olympische Spiele 1908
- Im Stabhochsprung teilte er sich mit erreichten 3,50 m den sechsten Platz mit Georgios Banikas.[6]
- Im Weitsprung wurde er mit 6,64 m Zwölfter[7]
- Im Dreisprung belegte er mit 12,55 m den 17. Platz.[5]

### Olympische Spiele 1912
- Im Stabhochsprung wurde er mit 3,75 m Siebter, wobei auf den sechs Plätzen vor ihm eine Gold-, zwei Silber- und drei Bronzemedaillen vergeben wurden.[8]

### Persönliche Bestleistungen
Seine persönlichen Bestleistungen sind:
- Stabhochsprung 3,90 m (1912)
- Weitsprung 6,84 m (1908)
- Speerwurf 45,97 m (1908)

## Sonstige Sportliche Aktivitäten
Er war Mitglied bei Stanford Cardinal, der Sportmannschaft an der Stanford University, und im Multnomah Athletic Club. 
Bei sportlichen Wettkämpfen trat er unter anderem für Stanford und den „Olympic Club of San Francisco“ an.